# Kislankás
Kislankás (1899-ig Lukavicza, szlovákul: Lukavica) község Szlovákiában, az Eperjesi kerület Bártfai járásában.

## Fekvése
Bártfától 5 km-re délkeletre, a Tapoly felső folyása mellett fekszik.

## Története
A 18. század végén Vályi András így ír róla: „LUKAVICZA. Tót falu Sáros Várm. földes Ura Bártfa Városa, lakosai katolikusok, fekszik Felső Volyához nem meszsze, Bánfihoz is közel, határja sovány, fája van, réttye nem nagy, határja többnyire sovány.”
Fényes Elek 1851-ben kiadott geográfiai szótárában így ír a faluról: „Lukavicza, tót falu, Sáros vármegyében, Bártfához kelet-délre egy órányira: 31 római kath., 35 görög kath., 166 evang., 5 zsidó lakossal. F. u. a bártfai polgári kórház.”
A trianoni diktátum előtt Sáros vármegye Bártfai járásához tartozott.

## Népessége
| Év:            | 1994. | 2004.   | 2014.  | 2024.   |
| -------------- | ----- | ------- | ------ | ------- |
| Emberek száma: | 399   | 375     | 381    | 371     |
| Eltérés:       |       | -6,01 % | +1,6 % | -2,62 % |

| Év:            | 2023. | 2024.   |
| -------------- | ----- | ------- |
| Emberek száma: | 376   | 371     |
| Eltérés:       |       | -1,32 % |

1910-ben 314, túlnyomórészt szlovák lakosa volt.
2001-ben 379 lakosából 378 szlovák volt.
2011-ben 376 lakosából 367 szlovák.

## Külső hivatkozások
- Községinfó
- Kislankás Szlovákia térképén
- E-obce.sk Archiválva 2008. február 19-i dátummal a Wayback Machine-ben